# Montbrand
Montbrand ist eine französische Gemeinde mit 74 Einwohnern (Stand 1. Januar 2022) im Département Hautes-Alpes in der Region Provence-Alpes-Côte d’Azur.

## Geografie
Die Gemeinde liegt am Nordrand des Départements Hautes-Alpes. Das Gemeindegebiet grenzt an das Département Drôme.

## Wirtschaft und Infrastruktur
Über eine kleine Nebenstraße kann man vom Ort aus die D1075 erreichen. Sie geht in Richtung Norden später in die A51 über und führt nach Grenoble. Nach Süden führt die Straße ebenfalls auf die A51 und schließt an Aix-en-Provence an.

## Bevölkerungsentwicklung
| Jahr      | 1962 | 1968 | 1975 | 1982 | 1990 | 1999 | 2007 | 2016 |
| Einwohner | 37   | 61   | 57   | 48   | 49   | 64   | 52   | 64   |